# Гогенварт, Карл Зигмунд фон
Карл Зигмунд фон Гогенварт (нем. Karl Sigmund Graf von Hohenwart, 12 февраля 1824 — 29 апреля 1899) — австро-венгерский государственный деятель, в 1871 замещал должность министр-президента Цислейтании. Граф. Почётный гражданин Любляны (1895).

## Ранние годы
Сын графа Андреаса фон Гогенварта, племянник и наследник богатого краинского дворянина, графа Франца Йозефа Ганнибала фон Гогенварта (1771—1844). Внучатый племянник Сигизмунда Антона фон Гогенварта, архиепископа Вены.
В разные годы был главой администрации комитата Фиуме, наместником (ландшефом) Каринтии, штатгальтером Верхней Австрии.
Был лидером влиятельной консервативной политической группы сторонников федерализации страны. Считал, что, что федерализм на основе равенства национальностей и примирение немцев со славянами является единственным способом сохранить империю. При этом компромисс Гогенварт мыслил как достижение договоренности между высшим дворянством Австрии и национальных регионов, выводя таким образом за скобки широкие массы населения.

## Формирование и первые шаги правительства
В 1871 неожиданно для многих возглавил правительство, в которое вошли также: известный экономист Альберт Шеффле (министр земледелия и министр торговли) и чешский просветитель Йозеф Иречек (министр культа и образования). Поляк Казимир фон Грохольский (официально — министр без портфеля) стал правительственным уполномоченным по делам Галиции. Правительство заявило, что является «беспартийным». Кроме того, было сделано заявление, что своей миссией кабинет видит достижение национального примирения.
После принятия Закона о бюджете на 1871 год, Гогенварт распустил Рейхсрат и региональные парламенты, объявил о проведении новых выборов. Глава правительства считал, что имеет достаточное влияние на крупных землевладельцев и сможет увеличить присутствие в легислатурах федералистов-консерваторов. Таким образом Гогенварт готовил почву для реализации своего главного политического проекта — федерализации.

## Подготовка соглашения с чехами
Альберт Шеффле по поручению правительства вступил в тайные переговоры с чешской дворянской верхушкой и достиг соглашения, которое было формализовано в двух документах — «Фундаментальных статьях» и «Законе о национальностях».

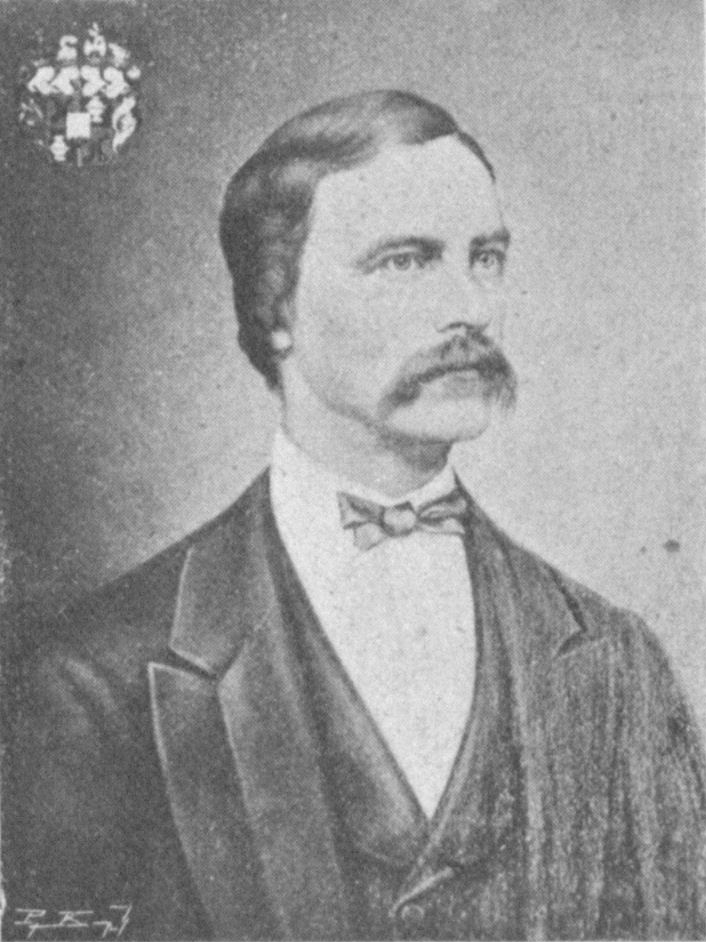
Карл Зигмунд фон Гогенварт

«Фундаментальные Статьи» предполагали проведение в Богемии конституционной реформы и установление федеративных отношений этой земли с Австрией. Во-первых, «Фундаментальные Статьи» подтверждали условия Австро-венгерского соглашения 1867. Во-вторых, предполагалось создание специального представительства Богемии в австрийском парламенте. Сам австрийский парламент был быть переформатирован и стать собранием представителей нескольких коронных земель. Его функции должны были включать в себя экономические, военные, и международные отношения. В-третьих, Палата господ (Heerenhaus) должна была быть заменен Сенатом, которому должны были переданы функции контроля над заключением и соблюдением международных соглашений, разрешения конфликтов по вопросам о юрисдикции, принятия решений об изменении конституционного законодательства. Вопросы управления внутренней политикой Богемии предполагалось полностью передать её парламенту.
«Закон о национальностях» предполагал изменение административно-территориального устройства и создание национально однородных областей. Чешский и немецкий должны были стать официальными и равноправными языками Богемии.
В сентябре 1871 начал работу ландтаг Богемии нового созыва, в котором преобладали чехи. В результате немецкие депутаты приняли решение не участвовать в работе земельного парламента. 12 сентября император Франц Иосиф издал официальный Имперский Рескрипт с предписанием Богемскому ландтагу подготовить конституционную реформу. Депутаты единодушно проголосовали за «Фундаментальные Статьи» и «Закон о национальностях». Предполагалось, что после того, как Франц Иосиф подпишет принятые законы, он будет коронован как король Богемии.

## Реакция на проект соглашения

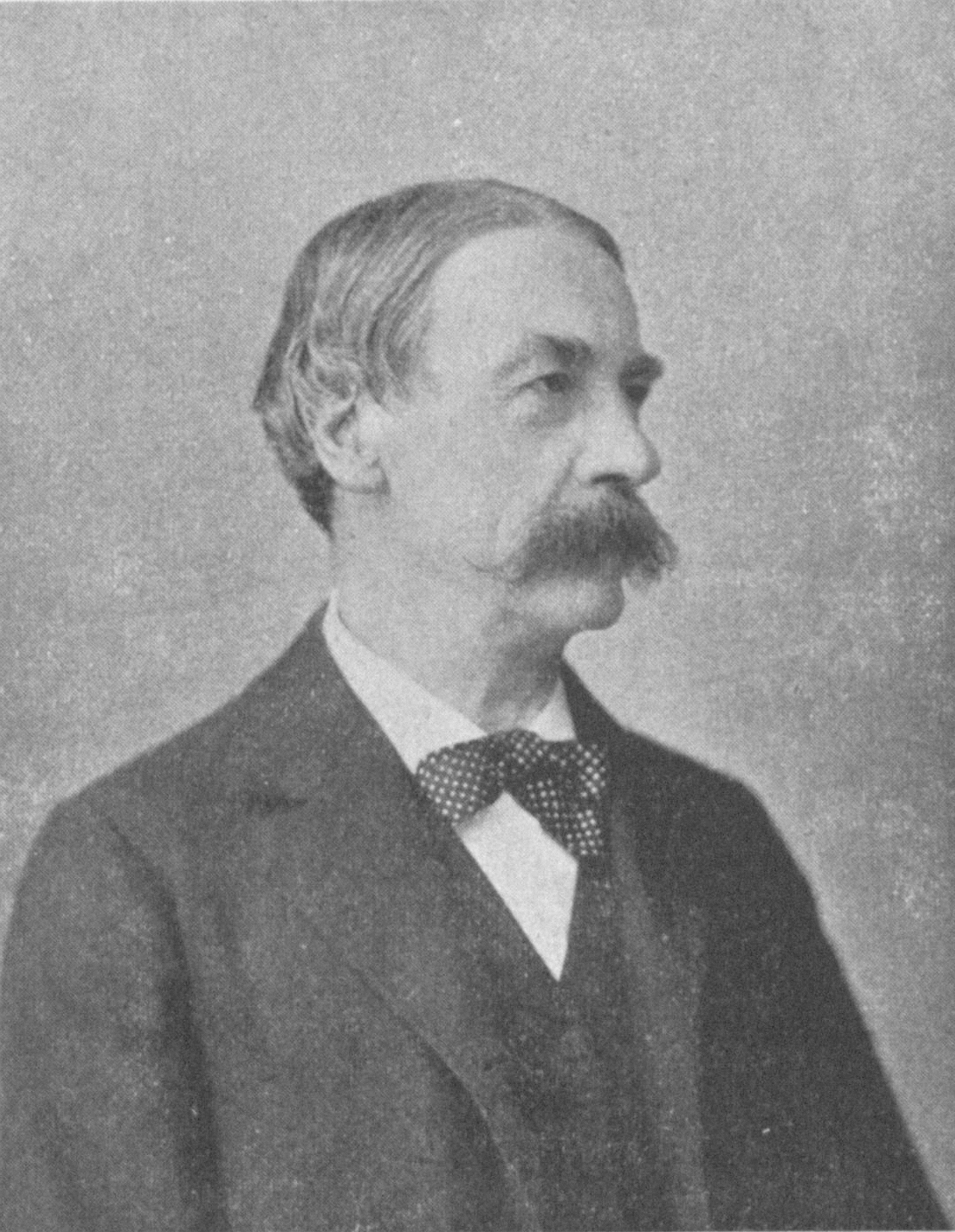
Карл Зигмунд фон Гогенварт

Обнародование условий компромисса вызвало массовую критику, прежде всего — со стороны немецких либералов и венгров. В Богемии и Вене начались волнения. Одновременно проект критиковала и часть чешской общественности: предложение о создании национально однородных округов они восприняли как начало разделения Богемии на чешскую и немецкую части. Парламенты Моравии и Силезии выступили против объединения с богемским ландтагом.
Самыми горячими критиками проекта стали министр иностранных дел Фердинанд фон Бейст и премьер-министр Транслейтании Дьюла Андраши. Бейст заявил императору, что проведение реформы приведет к формированию мощной немецкой оппозиции и может стать предлогом для вмешательства во внутренние дела империи со стороны Германии. Андраши высказал беспокойство, что федерализация может оказать негативное влияние на финансы и государственную устойчивость Австро-Венгрии. Венгерская элита опасалась, что предоставление автономии Богемии приведет к снижению в империи статуса Венгрии и будет способствовать развитию национальных движений в регионах с невенгерским населением.
Протесты со стороны общественности, мнение Бейста и Андраши привели к изменению позиции императора. 20 октября Франц Иосиф издал новый рескрипт, который отменил действие указа от 12 сентября. Гогенварт предпринял попытку достичь с чехами нового соглашения, однако его предложения были отклонены. 27 октября правительство ушло в отставку — так же неожиданно, как и было назначено.

## Дальнейшая карьера
После отставки Гогенварт стал крупным парламентским деятелем. В Рейхсрате он руководил консервативной «имперской партией», которая благодаря коалиции со старочехами и поляками доминировала в парламенте, был председателем исполнительного комитета. Коалиция, которая получила наименование «Железное кольцо», на протяжении долгих лет оказывала парламентскую поддержку кабинету Эдуарда Тааффе.
В 1885 году был назначен президентом Высшей счетной палаты, которым оставался до самой смерти. В 1891 основал в Рейхсрате влиятельное объединение (Hohenwartklub), которое объединило богемских землевладельцев, немецких клерикалов, а также представителей других народов империи — словенцев, хорватов, русинов.